# Alianza País (Dominicaanse Republiek)

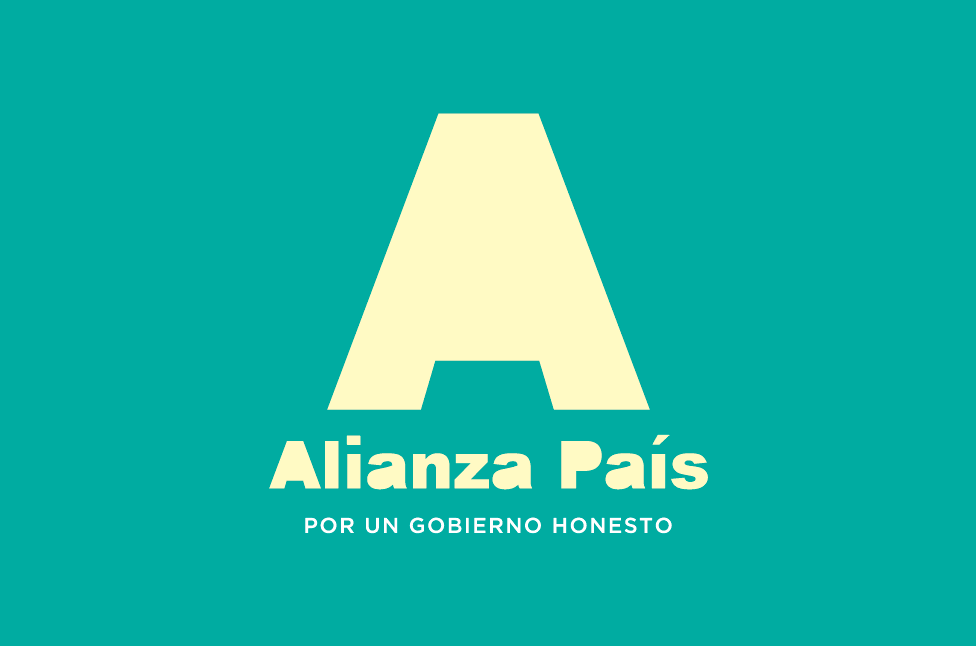

Alianza País (ALPAÍS) (In het Nederlands letterlijk: Alliantie Land, of Alliantie, Land) is een politieke partij uit de Dominicaanse Republiek gefundeerd in het jaar 2011 door Guillermo Moreno García en een groep Dominicaanse burgers. Het is een progressieve opkomende politieke partij die ideologisch centrumlinks gepositioneerd is. In maart 2015 positioneerde de partij zich met 15% van de voorkeur van het electoraat, volgens de enquêteurs Greenberg-Diario Libre.

## Geschiedenis
Alianza País (Alliantie Land) werd officieel gegrondvest op 20 februari 2011. Haar Grondwetgevende Vergadering, genaamd Juan Pablo Duarte, werd toen gevierd.